# Expediente Marlasca: Historias de malos
Expediente Marlasca: Historias de malos fue un programa televisivo, dentro de la categoría reportaje/sucesos, producido y presentado por y Manuel Marlasca para La Sexta. El programa, emitido los domingos entre el 26 de noviembre de 2017 y el 28 de octubre de 2018, trataba los principales temas de sucesos que asolaban el país A pesar de su retirada, el programa continuó como sección dentro del formato Más vale tarde.

## Formato
El programa apostará en cada una de las entregas con reportajes muy elaborados y con importantes investigaciones detrás. Se dará un paso y más allá de analizar la actualidad semanal se contará con material más atemporal, más cuidado y trabajado con los principales periodistas de la actualidad del país.

## Episodios y audiencias

### Primera temporada (2017-2018)
| N.º (serie) | N.º (temp.) | Título                                                              | Fecha de emisión        | Audiencia         |
| ----------- | ----------- | ------------------------------------------------------------------- | ----------------------- | ----------------- |
| 1           | 1           | «La manada»                                                         | 26 de noviembre de 2017 | 458 000 (7,2%)    |
| 2           | 2           | «El asesino de la catana»                                           | 3 de diciembre de 2017  | 429 000 (7,1%)    |
| 3           | 3           | «El reto de la reinserción»                                         | 10 de diciembre de 2017 | 404 000 (5,8%)    |
| 4           | 4           | «El tiroteo de Teruel»                                              | 17 de diciembre de 2017 | 429 000 (7,1%)    |
| 5           | 5           | «Todo sobre 'El Chicle'»                                            | 7 de enero de 2018      | 735 000 (7,2%)    |
| 6           | 6           | «Estafadores de mujeres»                                            | 14 de enero de 2018     | 676 000 (5,2%)    |
| 7           | 7           | «Mujeres letales y atracadores de la tercera edad»                  | 21 de enero de 2018     | 663 000 (5,6%)    |
| 8           | 8           | «La huida de Antonio Anglés»                                        | 28 de enero de 2018     | 423 000 (6,5%)    |
| 9           | 9           | «El crimen de Guanarteme»                                           | 4 de febrero de 2018    | 438 000 (6,6%)    |
| 10          | 10          | «Drogas que anulan la voluntad de las víctimas»                     | 11 de febrero de 2018   | 343 000 (5,2%)    |
| 11          | 11          | «Crímenes por placer y crímenes por amor»                           | 18 de febrero de 2018   | 315 000 (5,3%)    |
| 12          | 12          | «El caso Sonia Iglesias»                                            | 25 de febrero de 2018   | 461 000 (7,9%)    |
| 13          | 13          | «Jordi Magentí, el presunto asesino del pantano de Susqueda»        | 4 de marzo de 2018      | 508 000 (8,1%)    |
| 14          | 14          | «El caso de Gabriel Cruz»                                           | 11 de marzo de 2018     | 1 553 000 (23,7%) |
| 15          | 15          | «Especial: el caso Gabriel Cruz»                                    | 12 de marzo de 2018     | 1 936 000 (13,7%) |
| 16          | 16          | «Toda la información sobre Ana Julia Quezada»                       | 18 de marzo de 2018     | 614 000 (8,5%)    |
| 17          | 17          | «El doble crimen de Almonte»                                        | 25 de marzo de 2018     | 604 000 (5,7%)    |
| 18          | 18          | «La desaparición de Caroline del Valle»                             | 8 de abril de 2018      | 394 000 (5,2%)    |
| 19          | 19          | «Los narcos de la Cañada Real de Madrid»                            | 15 de abril de 2018     | 439 000 (6,8%)    |
| 20          | 20          | «Cita mortal en las redes sociales»                                 | 22 de abril de 2018     | 281 000 (4,0%)    |
| 21          | 21          | «La sentencia del juicio de 'La Manada'»                            | 29 de abril de 2018     | 440 000 (5,5%)    |
| 22          | 22          | «Los audios de 'La Manada'»                                         | 6 de mayo de 2018       | 370 000 (4,8%)    |
| 23          | 23          | «Menores asesinos»                                                  | 13 de mayo de 2018      | 367 000 (5,6%)    |
| 24          | 24          | «La guerra contra el narcotráfico en el Campo de Gibraltar»         | 20 de mayo de 2018      | 656 000 (5,0%)    |
| 25          | 25          | «Son Banya, uno de los últimos supermercados de la droga en España» | 27 de mayo de 2018      | 476 000 (5,5%)    |
| 26          | 26          | «La banda del disolvente»                                           | 3 de junio de 2018      | 448 000 (5,3%)    |
| 27          | 27          | «El crimen de la pequeña Laila»                                     | 10 de junio de 2018     | 628 000 (5,0%)    |
| 28          | 28          | «Entrevista con el padre de Diana Quer»                             | 17 de junio de 2018     | 626 000 (7,5%)    |
| 29          | 29          | «El negocio criminal de los butroneros»                             | 24 de junio de 2018     | 666 000 (5,9%)    |

### Segunda temporada (2018)
| N.º (serie) | N.º (temp.) | Título                                                     | Fecha de emisión         | Audiencia      |
| ----------- | ----------- | ---------------------------------------------------------- | ------------------------ | -------------- |
| 30          | 1           | «Los secretos de Félix Steven Manrique»                    | 16 de septiembre de 2018 | 377 000 (3,2%) |
| 31          | 2           | «El centro de Barcelona: zona de guerra»                   | 23 de septiembre de 2018 | 379 000 (3,1%) |
| 32          | 3           | «La voz que busca la Policía»                              | 30 de septiembre de 2018 | 396 000 (3,3%) |
| 33          | 4           | «¿Qué está pasando en la Costa del Sol?»                   | 7 de octubre de 2018     | 297 000 (4,1%) |
| 34          | 5           | «Plantaciones de marihuana controladas por mafias»         | 14 de octubre de 2018    | 511 000 (4,2%) |
| 35          | 6           | «Las mentiras del entramado de Pàmies y la mafia del atún» | 21 de octubre de 2018    | 326 000 (4,2%) |
| 36          | 7           | «Juicio al asesino de Pioz»                                | 28 de octubre de 2018    | 302 000 (4,4%) |

## Audiencia media del Expediente Marlasca: Historias de malos
| Edición                                                    | Programas | Fecha     | Cadena   | Espectadores | Cuota |
| ---------------------------------------------------------- | --------- | --------- | -------- | ------------ | ----- |
| Expediente Marlasca: Historia de malos (Primera temporada) | 29        | 2017-2018 | La Sexta | 647 000      | 8,0%  |
| Expediente Marlasca: Historia de malos (Segunda temporada) | 7         | 2018      | La Sexta | 370 000      | 3,8%  |
| Total                                                      | 36        | 2017-2018 | La Sexta | 538 000      | 6,4%  |